# باشگاه فوتبال شیخ راسل
باشگاه فوتبال شیخ راسل (انگلیسی: Sheikh Russel KC) یک باشگاه فوتبال در داکا، بنگلادش است.
این باشگاه که در سال ۱۹۹۵ تأسیس شده سابقه یک قهرمانی در لیگ برتر فوتبال بنگلادش و یک قهرمانی در جام فدراسیون بنگلادش را در کارنامه دارد.